# Лардоза
Лардоза (порт. Lardosa; МФА: [ɫaɾ.ˈdo.zɐ]) — парафія в Португалії, у муніципалітеті Каштелу-Бранку. Розташована в східній частині країни, на теренах історичної португальської провінції Бейра. Входить до складу округу Каштелу-Бранку. За адміністративним поділом, чинним до 1976 року, терени парафії були складовою провінції Нижня Бейра. Належить до Порталегрівсько-Каштелу-Бранківської діоцезії Католицької церкви. Патрон — Мартин Турський. Площа — 44,4714 км². Населення — 961 ос. (2011). Слабо урбанізований регіон. Густота населення — 21,61 осіб/км²
. Код — 050211.

## Населення
| Кількість мешканців | Кількість мешканців | Кількість мешканців | Кількість мешканців | Кількість мешканців | Кількість мешканців | Кількість мешканців | Кількість мешканців | Кількість мешканців | Кількість мешканців | Кількість мешканців | Кількість мешканців | Кількість мешканців | Кількість мешканців | Кількість мешканців |
| ------------------- | ------------------- | ------------------- | ------------------- | ------------------- | ------------------- | ------------------- | ------------------- | ------------------- | ------------------- | ------------------- | ------------------- | ------------------- | ------------------- | ------------------- |
| 1864                | 1878                | 1890                | 1900                | 1911                | 1920                | 1930                | 1940                | 1950                | 1960                | 1970                | 1981                | 1991                | 2001                | 2011                |
| 1 150               | 1 256               | 1 356               | 1 445               | 1 627               | 1 507               | 1 875               | 2 133               | 2 093               | 1 945               | 1 199               | 1 172               | 895                 | 1 044               | 961                 |